# Theodor Kräuter
Friedrich Theodor David Kräuter (* 10. Juni 1790 in Weimar; † 29. September 1856 ebenda) war ein Weimarer Bibliothekar, Großherzoglicher Rat und Sekretär Goethes.

## Leben und Wirken
Der Schneidermeister Johann Friedrich Ehrenfried Kräuter († 27. April 1817), zeitweise Viertels-Meister im Weimarer Frauen-Tor-Viertel, und seine Ehefrau Johanna Dorothea Rosine geb. Schenk († 20. Februar 1826) hatten drei Kinder – zwei Söhne und eine Tochter. Der ältere Sohn durfte studieren. Der jüngere – Theodor – wurde aus finanziellen Gründen 1805 aus der Unterprima des Weimarer Gymnasiums genommen und am 1. Dezember desselben Jahres als Schreiber in der Herzoglichen Bibliothek Weimar untergebracht. Am 15. Mai 1810 wurde er dort angestellt und blieb bis zu seiner Pensionierung am 1. Januar 1856 beamtet in dieser Einrichtung tätig. Während des Dienstes über fünfzig Jahre hinweg wurde Theodor Kräuter 1824 Verwalter der Privatbibliothek des Erzgroßherzogs Karl Friedrich, am 15. September 1837 Bibliothekar und am 2. April 1841 Großherzoglicher Rat.
Kräuter wurde im Februar 1811 Goethes Privatsekretär. Mitunter beschäftigte Goethe mehrere Schreiber. Kräuter war der tüchtigste. Ihm wurden beispielsweise in ruhigen Morgenstunden ellenlange Passagen aus der Italienischen Reise diktiert. Kräuter stolperte kaum über fremde Wörter und Wendungen – etwa wie der eine oder der andere seiner Kollegen. Er hatte die relativ kurze Zeit auf dem Gymnasium zum Erlernen von Fremdsprachen genutzt und sich in der Bibliothek stetig weitergebildet. Am 15. Mai 1815 durfte er mit Goethe zu Mittag essen und am 19. Dezember 1815 wurde er Sekretär in Goethes Ressort „Oberaufsicht über die unmittelbaren Anstalten für Wissenschaften und Kunst in Weimar und Jena“. Kräuter durfte unangemeldet bei Goethe eintreten.
Nachdem er im März 1816 vom Schreiber zum Bibliothekssekretär aufgerückt war, konnte Kräuter die junge Carolina Friedericka Emilia Wenzel im September heiraten. In den Jahren 1817 bis 1819 übernahm er schrittweise die Katalogisierung von Goethes Privatbibliothek. Zu der diesbezüglichen Arbeit vermerkte Goethe am 7. Mai 1822: „Kräuter arbeitete …, alle Akten und Dokumente auf mich und meinen Wirkungskreis bezüglich aufzustellen und in Ordnung zu bringen.“ Das Ergebnis lag am 2. September 1822 vor – das „Repertorium der Goethe'schen Repositur“. Kräuter hatte sich inzwischen unentbehrlich gemacht. Er war der Einzige geworden, der in Goethes Archiv und in Goethes Bibliothek jedes Blatt auffinden konnte. Goethe dankte dem schlechtbezahlten Kräuter mit Wohngeldzuschuss und Vermittlung bezahlter Nebenarbeiten. Am 11. November 1831 machte ihn Goethe zum Kustos des Münzkabinetts.
Goethe setzte Kräuter als Vermittler zum Weimarer Hof in Sachen Bibliothek und Sammlungen ein. 1824 vertrat Kräuter den durch Schlaganfall fortan im Dienst beeinträchtigten Oberbibliothekar Vulpius. Nach Vulpius’ Tod im Sommer 1827 unterstand Kräuter dem neuen Oberbibliothekar Riemer. Während Kräuter unter Riemer in kollegialem Einvernehmen gewirkt haben soll, habe er sich nach Riemers Tod mit dem 1847 an dessen Stelle tretenden Oberbibliothekar Preller selbst bei Bagatellen heftig auseinandergesetzt.
Kräuter ließ seinen einzigen Sohn Edmund in Jena und Leipzig studieren.
Aus den Jahren 1819–1843 ist der Briefwechsel mit dem Gothaer Oberbibliothekar und Philologen Friedrich Jacobs erhalten geblieben.
Der Nachlass Kräuters findet sich in der Sammlung Kippenberg im Goethe Museum Düsseldorf.

## Ehrungen
- 1825 Silberne Verdienstmedaille (anlässlich des Regierungsjubiläums Carl Augusts)
- 1836 Preußische Große Goldene Medaille für Kunst und Wissenschaft
- 1. Dezember 1855 (50-jähriges Dienstjubiläum)[18]
  - Ehrendoktor der philosophischen Fakultät der Universität Jena
  - Ritterkreuz zweiter Klasse des Falkenordens

## Anmerkung
1. ↑  Repositur: Aktenarchiv (Ort für das Repositorium).